# Хащуватський район
Хащува́тський райо́н (Хащеватський, Хощеватський) — колишній район Гайсинської, Першомайської і Уманської округ.

## Історія
Утворений 7 березня 1923 року з частин Хащуватської, Устянської і Бандурівської (Бандурове) волостей з центром у Хащуватій у складі Гайсинської округи Подільської губернії.
3 червня 1925 року Гайсинська округа розформована, район перейшов до Першомайської округи.
1 липня 1930 року Першомайська округа розформована, район перейшов до Уманської округи.
15 вересня 1930 року після скасування округ підпорядковується безпосередньо Українській РСР.
Ліквідований 3 лютого 1931 року, територія перейшла до Грушківського району.